# Volkmar Böhlau
Volkmar Böhlau (* 27. Januar 1917 in Nockwitz, Amt Delitzsch; † 23. August 1999 in Bad Soden am Taunus) war ein deutscher Mediziner. Schwerpunkte seines Wirkens waren die Bereiche Innere Medizin und Gerontologie.

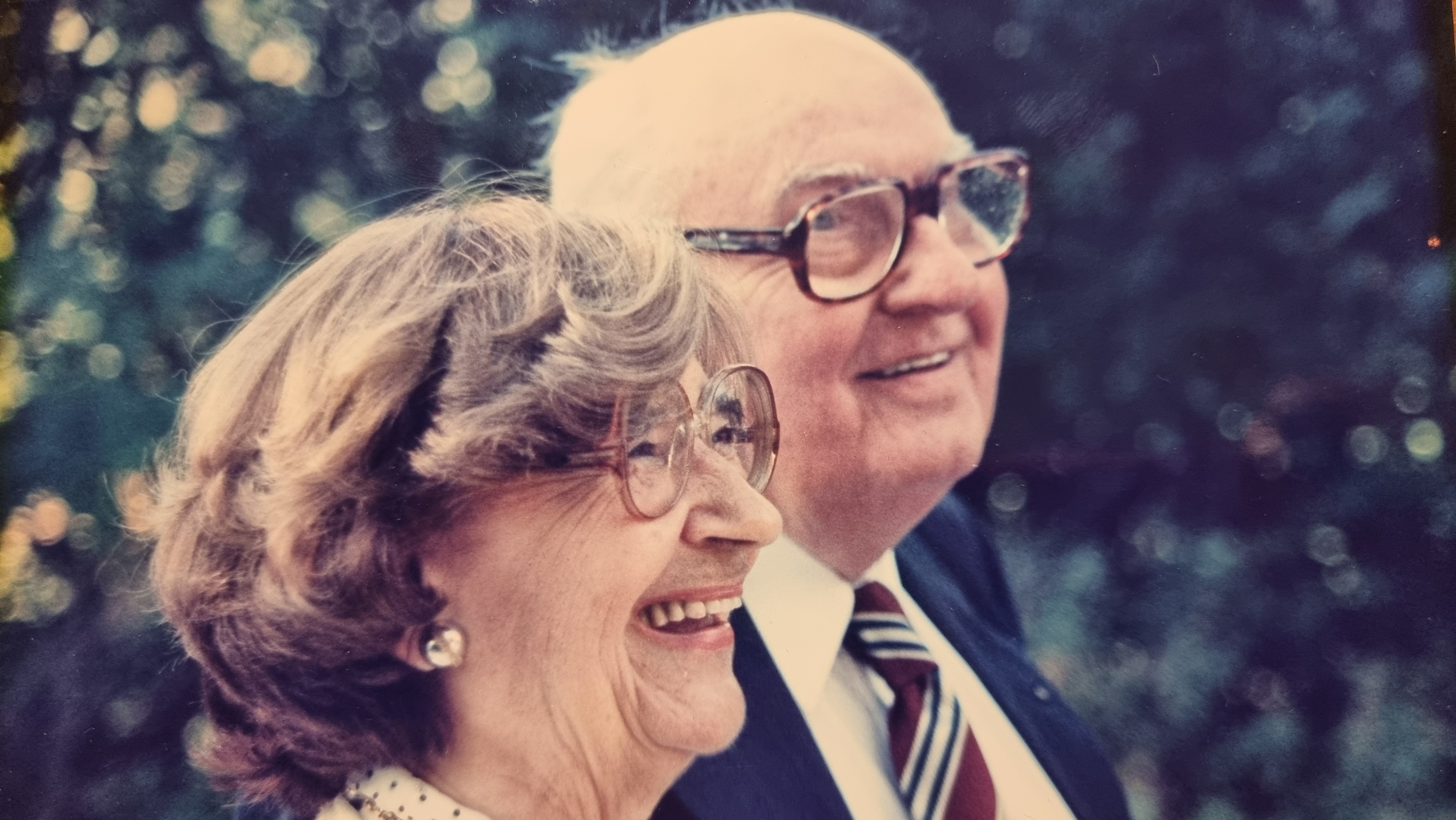
Eva Böhlau, Volkmar Böhlau

## Leben
Böhlau studierte Medizin und wurde Mitglied der Studentenverbindung AV Virtembergia Tübingen. Er wurde 1944 an der Universität Leipzig promoviert. Er war zehn Jahre lang Arzt der Olympiamannschaft der DDR. 1954 wurde er an der Universität Leipzig habilitiert. Nach seiner Flucht in die Bundesrepublik war er außerplanmäßiger Professor für Innere Medizin an der Universität Frankfurt am Main und Direktor des Max-Bürger-Instituts für Altersmedizin in Bad Soden am Taunus. Er war auch Leitender Arzt des Taunus-Sanatoriums der Landesversicherungsanstalt Württemberg.
Volkmar Böhlau war ab 1945 verheiratet mit der Ärztin Eva Böhlau geb. Dittmar (1921–2016), mit der zusammen er mehrere Bücher zur Inhalationsbehandlung veröffentlichte. Sie hatten einen Sohn.

## Schriften (Auswahl)
Als Autor:
- Behandlungserfolge bei Cystitis, Cystopyelitis und Pyelitis in den Jahren 1920 bis 1940. Leipzig 1944 (Dissertation, Universität Leipzig, 1944).
- Prüfung der körperlichen Leistungsfähigkeit bei Gesunden, Kranken und Rekonvaleszenten mit einem vollautomatischen, fortlaufend registrierenden Gasstoffwechselgerät. Thieme, Leipzig 1955 (Habilitationsschrift, Universität Leipzig, 1954).
- mit Eva Böhlau: Die Inhalationsbehandlung mit Aerosolen. Thieme, Leipzig 1958.
- mit Eva Böhlau: Fibel der Inhalationsbehandlung mit Aerosolen. Urban und Schwarzenberg, München 1971.
- mit Eva Böhlau: Inhalationsbehandlung. Schattauer, Stuttgart 1980.

Als Herausgeber:
- Tagungsbände des „Bad Sodener Geriatrischen Gesprächs“, 20 Bände, 1969–1988
- Wege zur Erforschung des Alterns. Wissenschaftliche Buchgesellschaft, Darmstadt 1973.
- Senior und Erholung (= Goldmann Ratgeber. Bd. 10570). Goldmann, München 1975.
- Senior, Heim und Ernährung (= Goldmann Ratgeber. Bd. 10573). Goldmann, München 1976.
- Senior und Fitness (= Goldmann Ratgeber. Bd. 10572). Goldmann, München 1976.
- Senior und soziale Lage (= Goldmann Ratgeber. Bd. 10571). Goldmann, München 1977.
- mit Heinz Muschel: Aktiv ins Alter. Notamed, Melsungen 1989.